# 아허나얼 아다커
아허나얼  아다커(중국어 간체자: 阿合娜尔·阿达克, 정체자: 阿合娜爾·阿達克, 병음: Āhénà'ěr Ādákè, 한자음: 아합나이 아달극, 1999년 6월 1일~) 또는 아크나르 아다크(카자흐어: Ақнар Адақ)는 중화인민공화국의 스피드스케이팅 선수이다. 카자흐족이며 2022년 동계 올림픽 스피드스케이팅에 참가했다.

## 경력
아허나얼  아다커는 1999년 신장 창지 후이족 자치주 후투비현 스티쯔향의 카자흐족 가정에서 태어났다. 2009년에 쇼트트랙을 배웠으며 2014년에 신장 빙상단에 입단하여 선수 생활을 시작했다.
아허나얼 는 2018년에 쇼트트랙에서 스피드스케이팅으로 전향했고 같은 해에 중국 U-23 국가대표팀에 합류했다. 이듬해인 2019년에 중국 성인 국가대표에 합류했고 12월 15일 일본 나가노에서 열린 월드컵에 참가하여 월드컵에 데뷔했다. 그녀는 이 대회에서 저우양과 리단과 함께 단체 추월에 출전했고 7위에 올랐다. 2020년 2월에는 미국 밀워키에서 열린 2020년 4대륙 선수권 대회에 참가했으며 1500m 11위, 3000m 6위에 올랐고 매스스타트 종목에서 미국의 미아 킬버그와 대한민국의 김보름, 박지우의 뒤를 이어 4위에 올랐다. 또한 마위한, 천샹위와 출전한 단체 추월에서 동메달을 획득했다.
2022년 2월에는 중화인민공화국 베이징에서 열린 2022년 동계 올림픽에 참가하면서 올림픽에 데뷔했다. 그녀는 1500m와 3000m 모두 17위를 기록했고 한메이, 리치스와 출전한 단체 추월에서 5위를 기록했다.